# Жељко Ђурђић
Жељко Ђурђић (Добој, 8. новембар 1962 — Зрењанин, 28. јул 2014) био је српски бивши рукометаш.
Ђурђић, познат и као Џиги, је био капитен генерације зрењанинског Пролетера који је у финалу европског рукометног Купа шампиона (сезона 1990/91) изгубио против Барселоне. Облачио је дрес са државним грбом 45 пута.

## Тешка повреда колена
После опроштаја од активног бављења рукомета бива заборављен од стране јавности. У новембру 2011. је сванула вест да Ђурђић живи у беди и да му прети инвалидска колица ако не успе да прикупи 5.000 евра за операцију колена у Новом Саду. Вести из Немачке и Вечерње новости су писале о њему и о томе како му помоћи.
Преминуо је 28. јула 2014. године у Зрењанину. Сахрањен је два дана касније на Темишварском гробљу у Зрењанину.